# Die Deutschen und ihre Kunst
Die Deutschen und ihre Kunst (Untertitel: Ein schwieriges Erbe) ist ein kunsttheoretisches Werk von Hans Belting. Es erschien  1992 im C.H.Beck Verlag.

## Inhalt
Der Aufsatz handelt von der Problematik, die sich ergibt, wenn man von einer deutschen Kunst sprechen will. So wird in der deutschen Kunstgeschichte der Begriff weitestgehend vermieden und durch europäisch oder abendländisch. Auch greift der Autor die zur Zeit der Entstehung des Aufsatzes bestehende Problematik einer Vereinigung der west- und ostdeutschen Kunstgeschichtsschreibung auf.
Als erstes greift er die in der Romantik entstandene Vorstellung auf, die Gotik sei die erste genuin deutsche bzw. germanische Kunstepoche gewesen. Das Problem war aber, dass die Gotik hauptsächlich von Frankreich ausgegangen ist und bei den Italienern auf Ablehnung stieß, beispielsweise bei Giorgio Vasari, der in ihr einen barbarischen Stil sah. In der Zeit der Romantik wurde auch die Einrichtung einer deutschen Nationalgalerie gefordert, ihr erster Fürsprecher war Friedrich Schlegel. Diese Nationalgalerie wurde schließlich im Jahre 1876 eröffnet.
Zur Zeit der Reichsgründung wurde die Kunst der Renaissance wiederentdeckt, in der man die deutsche Kunst schlechthin sah.
Die Verteidigung einer deutschen Eigenheit lag auch die Ablehnung der Moderne in Deutschland zugrunde. Einerseits war das liberale Großbürgertum für die Moderne durchaus aufgeschlossen, andererseits haben die Beamtenschicht und die staatliche Kunstpolitik die Moderne als unsittlich bekämpft. Die Auseinandersetzung um die moderne Malerei gipfelte im Bremer Künstlerstreit von 1911.
Im Nationalsozialismus wurde Kunst, die nicht der Vorstellung der Machthaber entsprach als „entartet“ bezeichnet. Dieser Begriff wurde erstmals 1893 von Max Nordau in seinem Buch Entartung eingeführt, der damit die damaligen Künstler der Moderne diskreditieren wollte. Belting merkt an, dass der Kunstgeschmack der Nationalsozialisten am ehesten dem des Kleinbürgertums entsprach, aus dem viele von ihnen stammten.
Nach dem Zweiten Weltkrieg wird in Westdeutschland wieder von einer abendländischen Kunst gesprochen, während in der DDR die Kunst dem Sozialistischen Realismus verpflichtet war. In der westdeutschen Kunst entwickelte sich der Neu-Impressionismus der „Neuen Wilden“, die oft als die westdeutsche Kunst schlechthin gesehen wird. Im Gegenzug wurde der westdeutschen Kunst von ostdeutscher Seite Geschichtslosigkeit vorgeworfen und es entstanden monumentale historische Gemälde wie das Bauernkriegspanorama  von Werner Tübke in Bad Frankenhausen.
Belting resümiert, dass die Frage nach einer deutschen Kunst auch Anfang der 1990er Jahre ungelöst ist und er befürchtet, dass man sich der DDR-Kunst entledigen wird, ohne sie wissenschaftlich aufzuarbeiten.

### Ausgaben
- Hans Belting:  Die Deutschen und ihre Kunst. Ein schwieriges Erbe, C.H. Beck, München, 1992, ISBN 3 406 37169 8